# Ana Jablonowska
Ana Jablonowska (Cracovia, 1660 - Chambord, 29 de agosto de 1727), noble polaca, hija de Estanislao Jablonowski. Madre del rey de Polonia Estanislao I Leszczynski y abuela de la reina de Francia María Leszczynska.

## Primeros años
Ana era la tercera hija de Estanislao Jablonowski, un magnate y un comandante militar excepcional que se destacó como comandante en jefe del ejército polaco en la batalla de Kahlenberg, y de su esposa Mariana Kazanowska, noble polaca. 

## Matrimonio
Fue prometida con Rafael Leszczynski, palatino de Rusia y se casaron en 1676. Fruto de este matrimonio nació su único hijo Estanislao I Leszczynski.
Su hijo Estanislao, se convertiría en rey de Polonia durante dos periodos, entre 1704 hasta 1709 y desde 1733 hasta 1736. Nombró a su primogénita, Ana, en honor a su madre.

### Descendencia
De su matrimonio tuvo un hijo:
- Estanislao I Leszczynski (1677-1766), rey de Polonia. Casado con Catalina Opalinska y padre de María Leszczynska, reina de Francia (de su matrimonio con Luis XV).

## Muerte
Ana murió en Chambord, Francia, el 29 de agosto de 1727 a los 66/67 años de edad.